# Шельшаков, Фёдор Афанасьевич
Фёдор Афана́сьевич Шельшако́в (24 июня 1918, дер. Сорочье Поле (ныне Пудожский район Карелии) — 11 августа 1981 года, Суоярви, Карельская АССР) — Герой Советского Союза, командир миномётной роты 722-го стрелкового полка 206-й стрелковой дивизии, старший лейтенант.

## Биография
Родился в многодетной крестьянской семье. По происхождению русский. Отец работал кузнецом. После окончания 4 классов начальной школы, Фёдор работал в колхозе, затем сплавщиком леса.
Призван в ряды Красной армии в 1939 году Пудожским райвоенкоматом Карельской АССР. Служил в стрелковых частях на западной границе СССР, участник Великой Отечественной войны.
Первый бой с фашистскими захватчиками Федор Шельшаков принял в июне 1941 года под городом Белая Церковь (Украина), где был тяжело ранен и направлен в госпиталь. Участник битвы за Москву, за отличия в боях под Ельней, Тулой, Малоярославцем награжден орденом Красной Звезды и двумя медалями «За отвагу».
В 1942 году, после учебы на курсах младших лейтенантов, Шельшаков стал офицером-миномётчиком. Летом 1943 года старший лейтенант Федор Шельшаков назначен командиром миномётной роты 772-го стрелкового полка (206-я стрелковая дивизия, 21-й стрелковый корпус, 47-я армия, Воронежский фронт).
Особо отличился в битве за Днепр. 25 сентября 1943 года в районе села Пекари (Черкасская область) одним из первых под огнём противника переправил свою роту на западный берег Днепра. На плацдарме, отбив несколько атак, рота обеспечила условия для форсирования Днепра подразделениями полка. За подвиг в битве за Днепр старшему лейтенанту Ф. А. Шельшакову 3 июля 1944 года было присвоено звание Героя Советского Союза.
В послевоенные годы жил в городе Суоярви, работал в строительных организациях, в районном комитете ДОСААФ.
Похоронен в Суоярви.

## Память
- На доме в городе Суоярви, где проживал Герой, установлена памятная доска.
- Именем Ф. А. Шельшакова названа одна из центральных улиц города Суоярви, а также улица в Пудоже.
- Портрет и имя Героя высечены в галерее Героев Советского Союза — уроженцев Карелии в Петрозаводске.
- Мемориальная доска в память о Шельшакове установлена Российским военно-историческим обществом на здании Каршевской средней школы Пудожского района, где он учился.